# Шильдмауэр
Шильдмауер (нем. Schildmauer) — самая высокая и самая прочная часть кольцевой стены, построенной вокруг замка. В буквальном переводе означает «щит-стена». Как правило, чётко отделена от остальных каменных стен. Возводилась с той стороны крепости, откуда с наибольшей вероятностью мог начаться штурм замка. Чаще всего такой вид фортификации встречается в Германии. Если более высокая и более прочная стена строилась не только с одной стороны, то такой тип защитных укреплений назывался мантельмауэр.

## История
Строительство каменных стен вокруг резиденции, где проживали крупные землевладельцы и высшая знать, стало обычным явлением в конце XII века. Одновременно стремительно развивалась техника для разрушения крепостей. В частности, осаждающие всё чаще использовали тяжёлые осадные машины — Требушет. Но так замки чаще всего старались строить на скалистых возвышенностях с отвесными склонами, то варианты размещения осадных орудий, а следовательно и мест для штурма, были ограниченны. Как правило, штурм мог произойти лишь с самой пологой стороны. Чаще всего там же находились и ворота, ведущие в крепость. Поэтому данная часть оборонительного комплекса требовала более серьёзной фортификации, чем другие. В немецких землях её стали называть «шильдмауер».
Строители замков особо усиливали наиболее уязвимую сторону кольцевых стен. Известны случаи, когда высота и толщина стены на данном участке могла быть кратно больше, чем в других сегментах. Например, толщина шильдмауера в замке Нойшарфенек достигала 12 метров.
Нередко оборону усиливали две башни у главных ворот. Этот участок крепости мог служить цитаделью. По такому типу строились замки в горном массиве Вестервальд (особо выделялся Споркенбург) или замок Альтэберштайн возле Баден-Бадена. В некоторых других случаях, например, в замке Либенцелль, в центральной части шильдмауера располагался бергфрид.

## Галерея
- Шильдмауер замка Бернек[нем.] в Шварцвальде
- Шильдмауер замка Амлисхаген
- Шильдмауер замка Шёнбург в регионе Обервезель
- Шильдмауер замка Споркенбург[нем.]
- Шильдмауер замка Либенцелль с бергфридом
- Шильдмауер замка Васенбург[нем.]
- Шильдмауер замка Хотин